# Cucut reial de Levaillant
El cucut reial de Levaillant (Clamator levaillantii) és una espècie d'ocell de la família dels cucúlids (Cuculidae) que habita zones boscoses de la major part de l'Àfrica Subsahariana, a excepció d'Eritrea, Somàlia i el sud de Sud-àfrica.